# 疏花篱蓼
疏花篱蓼（学名：Fallopia dumetorum var. pauciflora）为蓼科何首乌属下的一个变种。